# Józefa Krzyżanowska-Kodisowa
Józefa Fabianna Kodisowa z Krzyżanowskich (ur. 19 kwietnia 1865 w majątku Załucze na Nowogrodczyźnie, zm. 30 grudnia 1940) – polska filozof i psycholog, feministka.
Najwybitniejsza zwolenniczka i propagatorka w Polsce filozofii i psychologii ze stanowiska empiriokrytycyzmu, rzeczniczka emancypacji i równouprawnienia kobiet, wykładowczyni Wolnej Wszechnicy Polskiej, współorganizatorka uniwersytetu ludowego dla emigrantów polskich w USA. W Mińsku Litewskim zorganizowała uniwersytet ludowy oraz polski dział w bibliotece publicznej. Naczelnik Wydziału Oświaty i Kultury w zarządzie Mińska.

## Życiorys
Była córką Erazma Krzyżanowskiego i Zofii Kozielskiej. Urodziła się 19 kwietnia 1865 roku w majątku Załucze na Nowogrodczyźnie w polskiej rodzinie ziemiańsko-urzędniczej, zubożałej na skutek konfiskat majątków po powstaniu listopadowym i styczniowym. Początkowo naukę pobierała w domu, później na tajnych pensjach.
W 1881 roku zdała egzamin państwowy na nauczycielkę i po śmierci ojca zaczęła pracę jako nauczycielka prywatna na Litwie. W 1886 roku wyjechała na studia do Genewy, gdzie studiowała nauki społeczne. Po roku studiów przeniosła się na filozofię do Zurychu. W 1889 roku zawarła związek małżeński z Teodorem Kodisem. Po uzyskaniu doktoratu w Zurychu wyjechała w ślad za mężem do Stanów Zjednoczonych. Działała tam w Związku Polaków w Ameryce, organizowała uniwersytet ludowy dla polskich emigrantów, nie rezygnując jednocześnie z pracy naukowej – publikowała liczne artykuły w czasopismach naukowych w Europie i w Stanach Zjednoczonych. W 1901 roku powróciła wraz z mężem i córką do Polski i zamieszkała w Mińsku Litewskim. Tutaj również kontynuowała pracę naukową, jednocześnie bardzo aktywnie działając na rzecz emancypacji i równouprawnienia kobiet. Była też zaangażowana w ruch pacyfistyczny.
Od 1907 roku wykładała na Wolnej Wszechnicy Polskiej. Na terenie Mińska Litewskiego prowadziła szeroką działalność oświatową. Po śmierci męża w 1918 roku przeniosła się do Warszawy. Tam w latach 1919–1921 pracowała w Ministerstwie Robót Publicznych na stanowisku bibliotekarki. Od 1921 do 1930 roku była pracownicą Magistratu m. Warszawy.
Pochowana została na służewskim cmentarzu przy ul. Wałbrzyskiej.
Jej siostra, Ewa, była żoną pierwszego prezydenta Polski, Gabriela Narutowicza. Jej córką była Zofia Kodis-Freyer artystka, specjalizująca się w sztuce gobelinów.